# Javier Ontiveros
Javier "Javi" Ontiveros Parra (ur. 9 września 1997 w Marbella) – hiszpański piłkarz występujący na pozycji pomocnika w klubie Cádiz CF.